# No Way Out 2001
No Way Out 2001 è stata la terza edizione dell'omonimo pay-per-view svoltosi il 25 febbraio 2001 al Thomas & Mack Center di Las Vegas, Nevada.

## Risultati
| #    | Risultati                                                                    | Stipulazioni                                                         | Durata |
| ---- | ---------------------------------------------------------------------------- | -------------------------------------------------------------------- | ------ |
| Heat | Rikishi ha sconfitto Matt Hardy (con Lita) per squalifica                    | Single match                                                         | 03:50  |
| 1    | Big Show ha sconfitto Raven (c)                                              | Hardcore match per il WWF Hardcore Championship                      | 04:20  |
| 2    | Chris Jericho (c) ha sconfitto Chris Benoit, Eddie Guerrero e X-Pac          | Fatal four-way match per il WWF Intercontinental Championship        | 12:17  |
| 3    | Stephanie McMahon ha sconfitto Trish Stratus                                 | Single match                                                         | 08:29  |
| 4    | Triple H ha sconfitto Steve Austin                                           | Three stages of hell match                                           | 39:26  |
| 5    | Steven Richards (con Ivory) ha sconfitto Jerry Lawler (con The Kat)          | Single match                                                         | 05:32  |
| 6    | The Dudley Boyz (c) hanno sconfitto Edge e Christian e Kane e The Undertaker | Triple threat tag team tables match per il WWF Tag Team Championship | 12:04  |
| 7    | The Rock ha sconfitto Kurt Angle (c)                                         | Single match per il WWF Championship                                 | 16:53  |